# Маякин, Тимофей Константинович
Тимофей Константинович Маякин (род. 21 марта 1969, Москва, РСФСР, СССР) — российский военный дирижёр, музыкальный педагог. Начальник Военно-оркестровой службы Вооружённых Сил Российской Федерации — главный военный дирижёр с августа 2016 года, генерал-майор (2018), заслуженный артист Российской Федерации, кандидат философских наук (2010), доцент.

## Биография
Тимофей Константинович Маякин родился 21 марта 1969 года в городе Москве. С детства увлекался музыкой, с 5 лет занимался в детской музыкальной школе по классу скрипки.
В 1989 году окончил Московское военно-музыкальное училище. В 1994 году окончил Военно-дирижёрский факультет при Московской государственной консерватории имени П. И. Чайковского. В 2001 году окончил адъюнктуру Военно-дирижёрского факультета при Московской государственной консерватории имени П. И. Чайковского .
Военную службу проходил в должности военного дирижёра военного оркестра в Дальневосточном военном округе. С 2002 года проходит службу в органе управления Военно-оркестровой службой Вооруженных Сил Российской Федерации. В 2009 году назначен заместителем начальника Военно-оркестровой службы Вооруженных Сил Российской Федерации.
В 2010 году защитил диссертацию на соискание ученой степени кандидата философских наук «Военно-музыкальная культура России» (историко-культурологический анализ).
В августе 2016 года Указом Президента Российской Федерации назначен начальником Военно-оркестровой службы Вооруженных Сил Российской Федерации — главным военным дирижёром.
С 2017 года — дирижёр Сводного военного оркестра на военных парадах в День Победы в Москве и музыкальный руководитель Международного военно-музыкального фестиваля «Спасская башня». Художественный руководитель Международного военно-музыкального фестиваля «Амурские волны» в Хабаровске.
С 2023 года - Художественный руководитель Международного фестиваля духовых оркестров «Фанфары в Центре Азии» в Кызыле.
Указом Президента Российской Федерации № 709 от 12 декабря 2018 года присвоено воинское звание генерал-майор.
С 2002 года вёл педагогическую деятельность в Государственном музыкальном училище им. Гнесиных, Московской военной консерватории, Военном институте военных дирижёров.
С ноября 2020 года — доцент кафедры оркестрового дирижирования Российской академии музыки имени Гнесиных.
Заслуженный артист Российской Федерации.